# Dan Buckley
Dan Buckley est un éditeur de bande dessinée du groupe de divertissement Marvel Comics et également le directeur des opérations de la division de publication.

## Biographie
Dan Buckley a été élevé dans le nord de l'État de New York et plus tard, résidant à New York. Il a obtenu un baccalauréat ès arts en économie de l'Université St. Lawrence en 1989. Buckley a poursuivi ses études à l'Institut polytechnique Rensselaer, qui lui a décerné un MBA en marketing et relations internationales en 1991. Dans le cadre de ses études à Rensselaer, il a suivi le programme d'échanges MBA avec l'Université internationale du Japon, ce qui lui a permis d'étudier au Japon.
En 1990, Buckley a rejoint Marvel Enterprise où il a occupé différents postes allant du développement de nouveaux produits à l'édition internationale. Son dernier poste était celui de vice-président des services de marketing en 1997.
En 1997, Buckley partit pour un poste au sein du groupe Radiate d’Omnicom. Son dernier poste au sein de Radiate fut vice-président des opérations et de la communication en 2003. Il résidait alors en Floride.
Buckley est revenu de Floride en octobre 2003 dans la région métropolitaine de New York. Il a ensuite été nommé éditeur de Marvel Enterprises en 2003. Le 28 juin 2010, Buckley a ajouté à son titre d'éditeur le poste de président des divisions impression, animation et numérique de Marvel Worldwide. Le 18 janvier 2017, il a été promu président de Marvel Entertainment au poste de président pour la télévision, l'édition et la marque.